# ヤマグチテンナンショウ
ヤマグチテンナンショウ（学名:Arisaema suwoense）は、サトイモ科テンナンショウ属の多年草。別名、イズテンナンショウ。
葉は1-2個つけ、7-9小葉に分裂する。花序柄が葉柄より短いため、仏炎苞は葉より低い位置につき、葉の展開より遅く開く。小型の株は雄花序をつけ、同一のものが大型になると雌花序または両性花序をつける雌雄偽異株で、雄株から雌株に完全に性転換する。伊豆半島産のものは、山口県産のものより小葉の数が多く、花序付属体が太い。また、伊豆半島のものはホソバテンナンショウ Arisaema angustatum との大規模な自然交雑が起こっていることが知られており、小葉の数など見かけ上の変異が非常に大きくなっているという。

## 特徴
植物体の高さは40cmと比較的小型であるが、高さ70cmに及ぶものもある。偽茎部は葉柄部より短いかほぼ同じ長さか、偽茎部と鞘状葉は淡緑色から淡紫褐色になり、ふつう、ほとんど斑もようがない。葉はふつう1個、ときに2個で、葉身は鳥足状につき、小葉はふつう7-9個になり、頂小葉が最も大きく、楕円形で、長さ12cm、幅5cm、先端はやや鋭頭になる。形状はオオマムシグサ Arisaema takedae に似て、縁はふつう全縁であり、葉軸の先が上方に巻き上がることが多い。
花期は5月、葉が花序より先に地上に伸びて展開する。花序柄はふつう葉柄部よりはるかに短く、葉より低い位置につく。仏炎苞は紫褐色、仏炎苞筒部は太い筒状になり、淡色から白色、仏炎苞口辺部はやや広く耳状に開出する。仏炎苞舷部は黒紫色から紫褐色、まれに緑色をおび、数個の白色の条線があり、卵形から三角状卵形で、筒部の2-3倍の長さになり、舷部先端は鋭突頭から鋭頭で前方に曲がり、次第に細まってやや反り返り、垂れ下がる。舷部内面には著しい隆起線がある。花序付属体は基部に柄があり、太棒状から棍棒状になり、ふつう紫褐色の斑点があるか、しばしば白緑色になる。染色体数は2n=28。

## 分布と生育環境
日本固有種。本州の伊豆半島と山口県に分布し、湿った草原、疎林の林下、林縁に生育する。

## 名前の由来
和名ヤマグチテンナンショウは、山口県産の標本をもとに、中井猛之進 (1929)によって命名された。種小名（種形容語）suwoense も中井によるもので、「周防の」の意味。

## 種の保全状況評価
国（環境省）のレッドデータブック、レッドリストでは選定はない。都道府県のレッドデータブック、レッドリストの選定状況は、山口県が絶滅危惧IA類(CR)となっている。

## ギャラリー

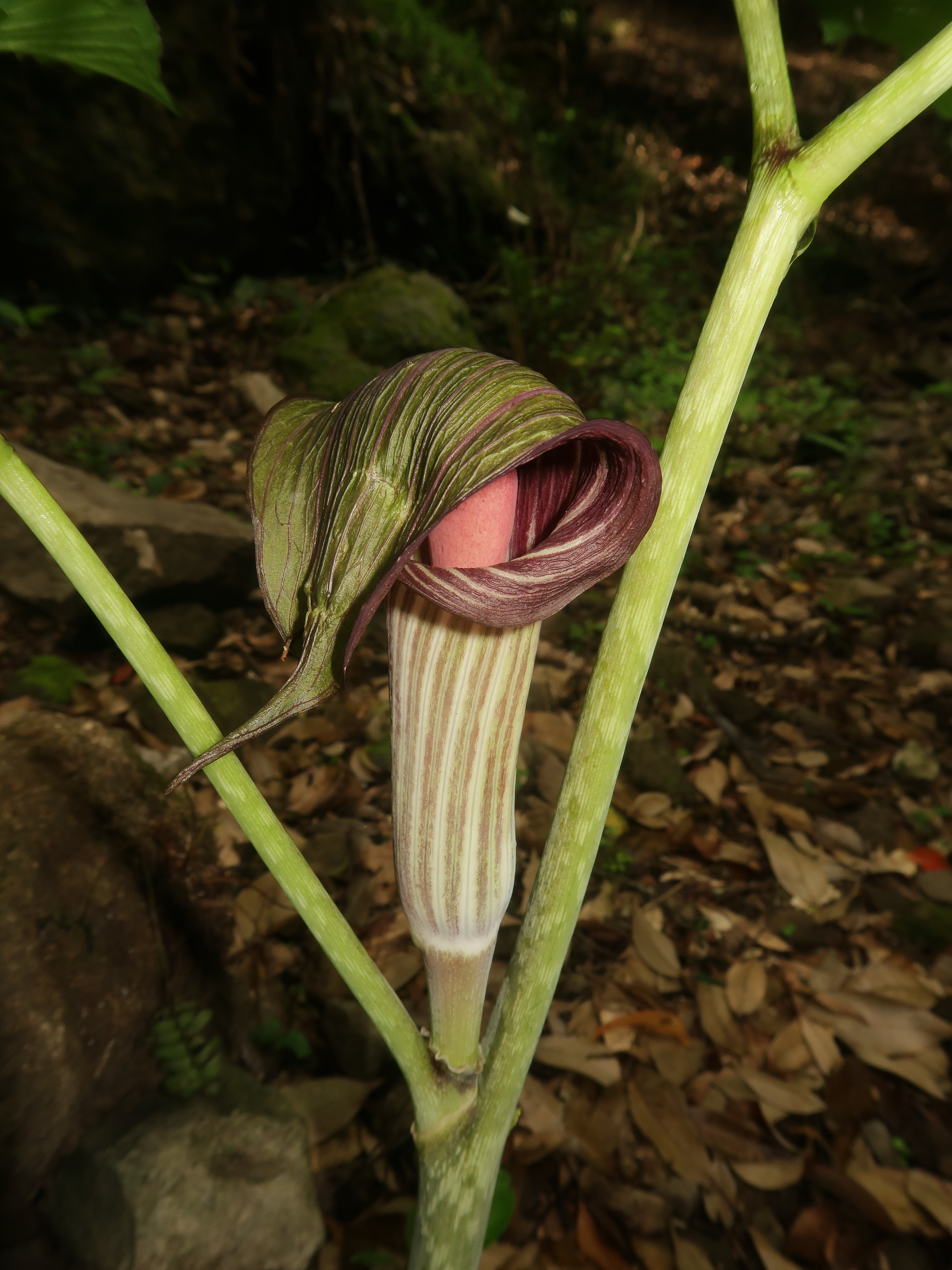
仏炎苞は紫褐色、仏炎苞筒部は太い筒状になり、淡色から白色、仏炎苞口辺部はやや広く耳状に開出する。仏炎苞舷部先端は鋭突頭から鋭頭で前方に曲がり、次第に細まってやや反り返り、垂れ下がる。
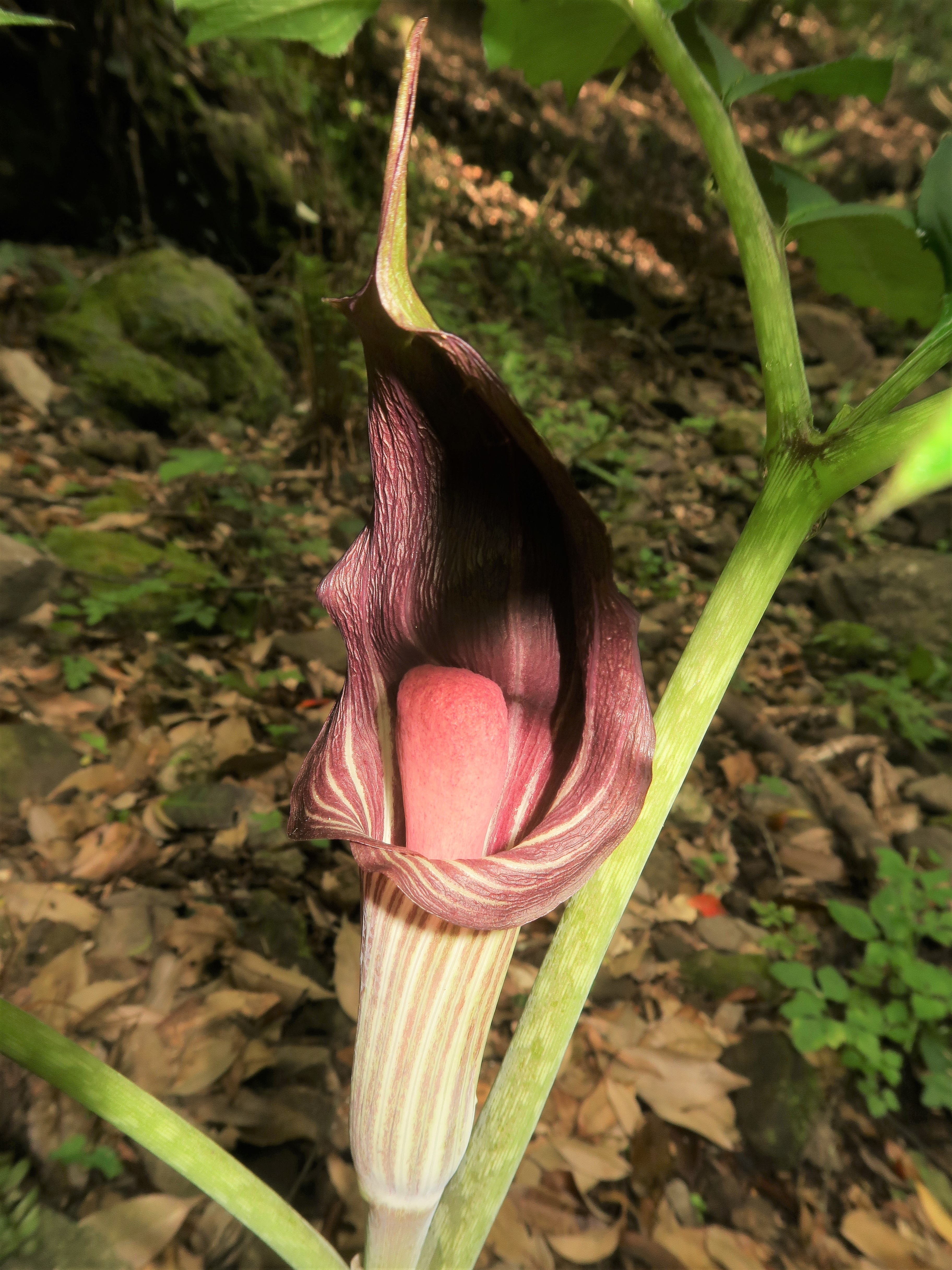
仏炎苞舷部は黒紫色から紫褐色、卵形から三角状卵形で、筒部の2-3倍の長さになり、舷部内面には著しい隆起線がある。花序付属体は基部に柄があり、太棒状から棍棒状になる。舷部を立たせて撮影。
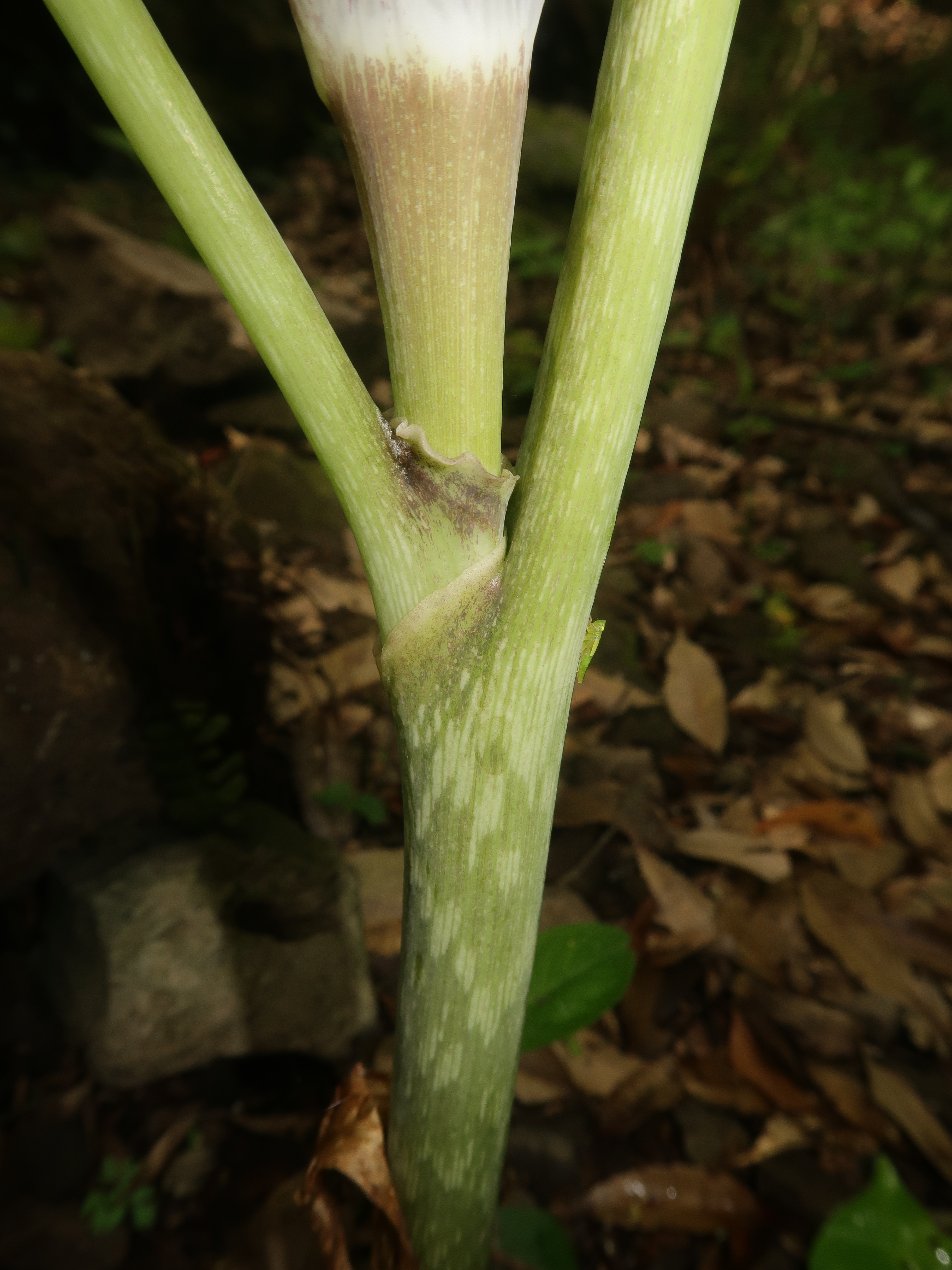
偽茎部と鞘状葉は淡緑色から淡紫褐色になり、ふつう、ほとんど斑もようがない。
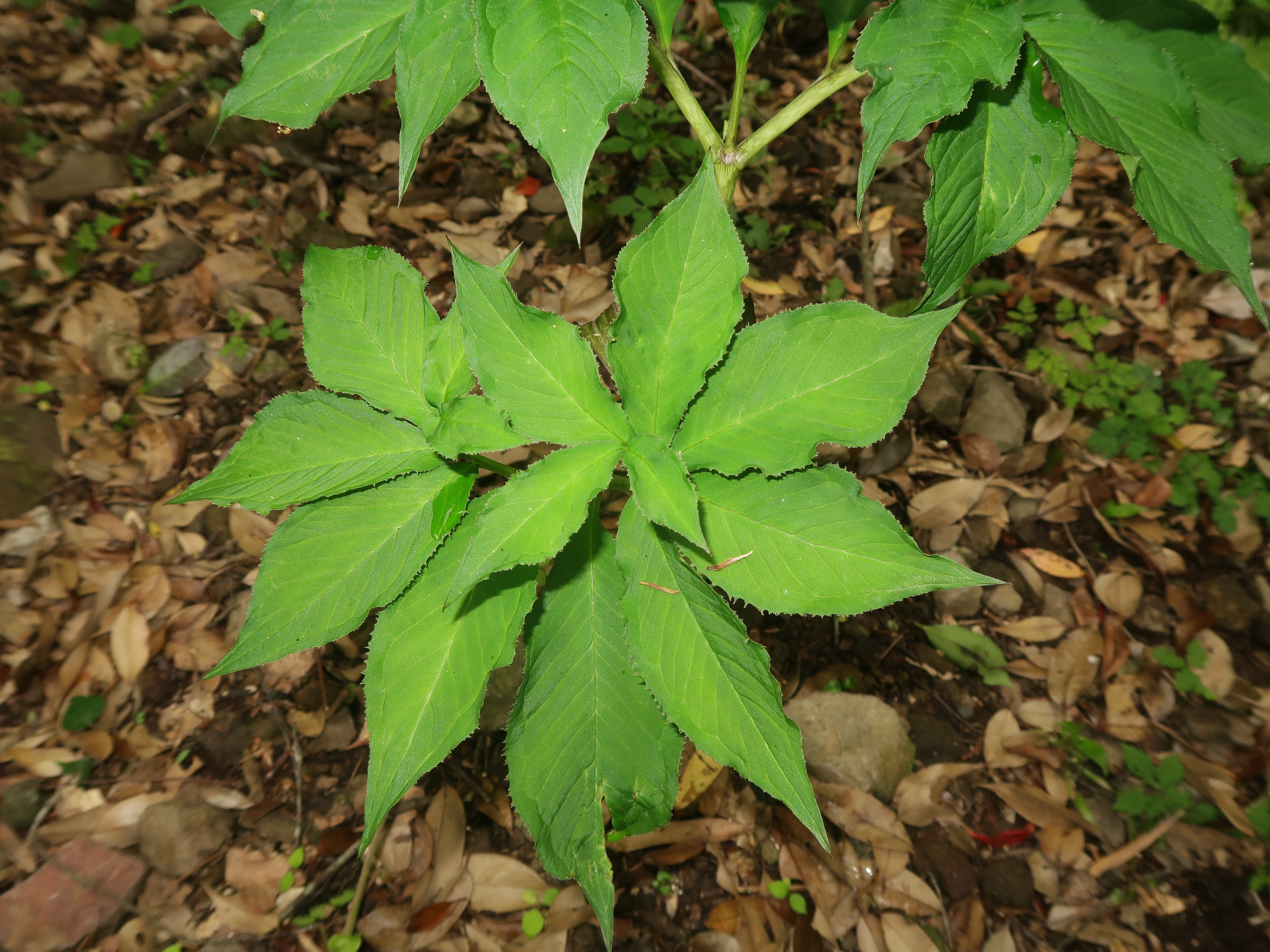
伊豆半島では、ホソバテンナンショウとの間で大規模な交雑が起こっていることが明らかであるとされ、小葉の数が多いなど、見かけ上の変異が大きい。

## 類似種
- オオマムシグサ Arisaema takedae Makino (1910)[10] - 北海道、本州に点々と分布し、湿った草原や明るい疎林下に生育する。高さは70cmになる。偽茎部は植物体の全体の長さに対する変異の幅が大きい。偽茎部は淡緑色で斑もようはないのがふつう。葉は1-2個で、小葉は多く、全縁で、葉軸の先が上方に巻き上がる傾向がある。仏炎苞は葉より遅く展開し、仏炎苞筒部は太い筒状で淡色、仏炎苞口辺部はやや広く耳状に開出し、仏炎苞舷部は次第に細まり垂れ下がる。花序付属体は太棒状から棍棒状になり、紫褐色の斑点があるか白緑色になる[11]。
- ホソバテンナンショウ Arisaema angustatum Franch. et Sav. (1878)[12]- 関東地方から中部地方東部、近畿地方に分布し、低山地から山地の林下、林縁に生育する。高さは100cmになる。偽茎部には斑もようがあり、やや赤味が強い。葉はふつう2個で、偽茎部は葉柄よりはるかに長く、小葉は9-17個と多く、縁はしばしば細鋸歯がある。仏炎苞は葉よりやや早く展開し、緑色で、仏炎苞筒部は円筒形で縦の白筋があり、仏炎苞口辺部は狭く耳状に開出し、仏炎苞舷部は筒部より短く、先は鋭頭から鋭突頭になる。花序付属体は淡緑色で、上部で細く、直立するかやや前方に曲がる[13]。伊豆半島では、本種とヤマグチテンナンショウ（別名、イズテンナンショウ）との大規模な交雑が起こっているという[5][6]。